# Al Green (homme politique)
Cet article concerne l'homme politique. Pour le chanteur, voir Al Green.
Pour les articles homonymes, voir Green.
Alexander N. Green, dit Al Green, né le 1er septembre 1947 à La Nouvelle-Orléans (Louisiane), est un homme politique américain.  Membre du Parti démocrate et élu du Texas à la Chambre des représentants des États-Unis depuis 2005.

## Biographie
Après des études de droit, Al Green devient avocat. De 1977 à 2004, il est juge de paix du comté de Harris. Il préside un temps le NAACP de Houston.
En 2004, les circonscriptions du Texas sont modifiées. Le 25e district, dont le représentant est le démocrate Chris Bell (en), est fortement modifié : il devient le 9e district, majoritairement afro-américain et hispanique. Al Green se présente face à Bell et remporte la primaire démocrate avec 66 % des voix. Il est élu avec 72,2 % des suffrages lors de l'élection générale.
Il est réélu avec 100 % des voix en 2006. Il est réélu tous les deux ans depuis : il remporte 93,6 % des suffrages en 2008 (sans opposant républicain), 75,7 % en 2010, 78,5 % en 2012 et 90,8 % en 2014 (à nouveau sans opposant républicain). Il est réélu lors des élections de 2016.
Le 17 mai 2017, il prononce un discours concernant l'éventuel impeachement du président Donald Trump. Il demande deux fois la destitution de Trump, sans succès, peu soutenu par son parti. Il vote favorablement la mise en accusation de fin 2019. Ses adversaires républicains utilisent ses citations pour démontrer que la procédure des démocrates est un processus partisan et politique pour empêcher la possible réélection de Trump en 2020.
Le 2 février 2025, alors que le président Donald Trump débute son second mandat, il prononce un autre discours concernant son impeachment. Le 4 mars suivant, pour avoir interrompu l'orateur, il est expulsé de l'assemblée des chambres réunies, devant laquelle Trump prononce son premier discours depuis son investiture. Deux jours plus tard, la Chambre des représentants vote, grâce au soutien des républicains et d'une dizaine de démocrates, pour le sanctionner d'un blâme pour son interruption.